# 麻こよみ
麻 こよみ（あさ こよみ、1955年1月11日（70歳） - ）は、福島県郡山市出身の作詞家。
1994年、「蒼月」（歌：長山洋子）で、 第27回日本作詩大賞を受賞した。

## 主な作詞楽曲
- 葵かを里
  - 「北寒流」
  - 「各駅列車」
  - 「荒波」
  - 「桂川」
  - 「京都白川 おんな川」
  - 「鴨川なみだ雨」
  - 「保津川ふたり」
  - 「二月堂」
  - 「五山の送り火」
  - 「雪の兼六園」
  - 「金沢茶屋街」
  - 「ひとり貴船川」
  - 「諏訪の御神渡り」
  - 「吉野 千本桜」
  - 「城端 曳山祭」
- 青山新
  - 「仕方ないのさ」
  - 「女がつらい」
  - 「身勝手な女」
- 渥美二郎
  - 「幸せとまれ」
  - 「恋みれん」
  - 「虎落笛」
  - 「愛が欲しい」
- イケメン3 (北川大介、竹島宏、山内惠介)
  - 「恋の摩天楼」
- 石原詢子
  - 「おんなの涙」
  - 「ふたり川」
  - 「あなたと生きる」
- 市川由紀乃
  - 「女の潮路」
  - 「風の海峡」
  - 「はぐれ花」
- 扇ひろ子
  - 「差し向かい」
- 岡田ひさし
  - 「ふたりの東京」
- 小沢亜貴子
  - 「恋散る港」
- かざみ渚
  - 「二人草」
- 加門亮
  - 「偲び逢い」
- 佳山明生
  - 「男のつぶやき」
- 川中美幸
  - 「恋情歌」
  - 「人生日和」
- 北川大介
  - 「アカシアの女」
  - 「想い出はマロニエ」
  - 「水芭蕉」
- 北島三郎
  - 「俺らしく」
  - 「幾多の恩」
  - 「令和音頭」
- 北見恭子
  - 「おんなの春」
- 北山たけし
  - 「剣山」
- 小金沢昇司
  - 「もう一度札幌」
  - 「ひとひらの雪」
  - 「言い出せなくて」
  - 「別れの街」
  - 「明日の風」
- 五条哲也
  - 「さすらいおはら節」
- 伍代夏子
  - 「金木犀」
  - 「紅一輪」
  - 「宵待ち灯り」
- 小林幸子
  - 「泣かせ雨」
  - 「流氷哀歌」
- 坂本冬美
  - 「すっぴん」
  - 「ふたり咲き」
  - 「雨あがり」
- 椎名佐千子
  - 「雪舞い港」
  - 「紅い寒ぼたん」
  - 「霧降り岬」
  - 「哀しみ桟橋」
  - 「あなたのせいよ」
  - 「舞鶴おんな雨」
  - 「漁火街道」
  - 「丹後なみだ駅」
- 島津悦子
  - 「余呉の雨」
- 白川桔梗
  - 「あなたのそばに」
- 神野美伽
  - 「風岬」
  - 「冬の月」
- 瀬口有希
  - 「須磨の雨」
- 高橋真美
  - 「裏町ひとり酒」
- 多岐川舞子
  - 「京都ふたたび」
- 谷本知美
  - 「なみだ駅」
  - 「汐風の駅」
  - 「角番」
- 千葉一夫
  - 「笛吹川」
  - 「女のひとり酒」
- 天童よしみ
  - 「女の花が咲く」
  - 「花吹雪」
  - 「枇杷の実のなる頃」
- 徳永ゆうき
  - 「函館慕情」
  - 「津軽の風」
- 鳥羽一郎
  - 「韃靼海峡」
- トミーズ雅
  - 「いじめやんといて」
- とんぼちゃん
  - 「北景色」
- 中西りえ
  - 「純情一本気」
- 長山洋子
  - 「蒼月」
  - 「下町銀座」
  - 「今さらね」
  - 「昭和の女」
- 新沼謙治
  - 「笑い飛ばして」
- 西方裕之
  - 「ふたりの夜汽車」
- 丹羽秀行
  - 「くやし泣き」
- 畠山みどり
  - 「恋は女の胸八寸」
  - 「ゆっくり人生」
- 原大輔
  - 「恋おんな」
- 原田悠里
  - 「佐原雨情」
  - 「三年ぶりの人だから」
  - 津軽の花
  - 「夢ひとすじ」
- 氷川きよし
  - 「青龍」
  - 「赤い傘」
- 前川清
  - 「故郷の花のように」
- 前川清＆梅沢富美男
  - 「朝まで踊ろう」
- 真木ことみ
  - 「陽だまり」
- 松永ひと美
  - 「ふたり星」
- 美桜かな子
  - 「滝桜…千年の恋」
- 美川憲一
  - 「春待ち坂」
- 水田竜子
  - 「新庄恋しや」
- 水森かおり
  - 「竜飛岬」
  - 「心う・ら・は・ら」
  - 「かりそめの花」
  - 「ひとり泣き」
  - 「九十九里浜」
- 森川美里
  - 「幸せはぐれ」
- 杜このみ
  - 「残んの月」
- 森進一
  - 「女の恋」
- 森山愛子
  - 「おんな節」
  - 「会津追分」
  - 「尾曳の渡し」
- 山口ひろみ
  - 「ひだまり坂」
  - 「恋問海岸」
- 山口瑠美
  - 「さくら草」
  - 「海蛍」
  - 「名残り月」
  - 「母便り」
  - 「北しぐれ」
  - 「幸せ一歩」
  - 「雨の錦帯橋」
  - 「花の夜」
  - 「夕顔の坂」
  - 「行合橋」
- 山内惠介
  - 「北の断崖」
- 山本あき
  - 「幸せの行方」
  - 「哀しみ模様」